# Shaq Buchanan
Leroy „Shaq” Buchanan (ur. 30 stycznia 1997) – amerykański koszykarz, występujący na pozycjach rzucającego obrońcy, obecnie zawodnik Memphis Hustle.
W 2019 i 2021 reprezentował Memphis Grizzlies podczas rozgrywek letniej ligi NBA w Las Vegas i Salt Lake City.
4 stycznia 2022 powrócił do składu Memphis Hustle.

## Osiągnięcia
Stan na 15 stycznia 2022, na podstawie, o ile nie zaznaczono inaczej.
NJCAA
- Uczestnik meczu gwiazd – National Junior College Athletic Association (NJCAA) All-Star Game (2017)
- Zaliczony do:
  - I składu Mississippi Junior College All-State (2016)
  - składu honorable mention All-American (2017)

NCAA
- Uczestnik:
  - II rundy turnieju NCAA (2019)
  - turnieju NCAA (2018, 2019)
- Mistrz:
  - turnieju konferencji Ohio Valley (OVC – 2018, 2019)
  - sezonu regularnego OVC (2018, 2019)
- Obrońca roku OVC (2019)
- Zaliczony do I składu OVC (2019)